# Douglas Moore
Douglas Stuart Moore (ur. 10 sierpnia 1893 w Cutchogue w stanie Nowy Jork, zm. 25 lipca 1969 w Greenport) – amerykański kompozytor.

## Życiorys
Studiował na Yale University u D.S. Smitha i Horatio Parkera. Po odbyciu służby wojskowej w U.S. Navy wyjechał w 1919 roku do Paryża, gdzie studiował u Charles’a Tournemire’a (organy) oraz Nadii Boulanger i Vincenta d’Indy’ego (kompozycja). Pełnił funkcję organisty w Cleveland Museum of Art (1921–1923) oraz w Adelbert College na Case Western Reserve University (1923–1925). Uczył się też prywatnie u Ernesta Blocha. W 1925 roku otrzymał stypendium Pulitzera, które umożliwiło mu roczny pobyt w Europie. Po powrocie do Stanów Zjednoczonych wykładał w latach 1926–1962 w Barnard College na Columbia University, od 1940 do 1962 roku był też dziekanem wydziału muzyki tamże. Opublikował prace Listening to Music (Nowy Jork 1932, 2. wydanie poszerz. 1937) i From Madrigal to Modern Music: A Guide to Musical Style (Nowy Jork 1942).
Laureat stypendium Fundacji Pamięci Johna Simona Guggenheima (1934). Członek National Institute of Arts and Letters (1941) i American Academy of Arts and Letters (1951). W 1951 roku otrzymał Nagrodę Pulitzera w dziedzinie muzyki za operę Giants in the Earth.

## Twórczość
W młodości interesował się muzyką rozrywkową, pisząc pieśni i piosenki o charakterze popularnym. Podczas studiów napisał piosenkę dla uniwersyteckiej drużyny futbolowej, Good Night, Harvard. Zasłynął przede wszystkim jako autor dzieł scenicznych, cechujących się narodowym charakterem i wykorzystujących elementy amerykańskiej muzyki popularnej: ragtime’u, popu, marszy.

## Wybrane kompozycje
(na podstawie materiałów źródłowych)

### Utwory orkiestrowe
- 4 Museum Pieces (1923)
- suita The Pageant of P.T. Barnum (1924)
- poemat symfoniczny Moby Dick (1927)
- 2 symfonie (I „A Symphony of Autumn” 1930, II A-dur 1945)
- Overture on an American Tune (1932)
- suita Village Music (1941)
- poemat symfoniczny In Memoriam (1943)
- suita Farm Journal na orkiestrę kameralną (1947)
- suita Cotillion na smyczki (1952)

### Utwory kameralne
- Sonata skrzypcowa (1929)
- Kwartet smyczkowy (1933)
- Kwintet dęty (1942, zrewid. 1948)
- Down East Suite na skrzypce i fortepian (1944)
- Kwintet klarnetowy (1946)
- Trio fortepianowe (1953)

### Utwory fortepianowe
- 3 Contemporaries: Careful Etta, Grievin’ Annie, Fiddlin’ Joe (ok. 1935–1940)
- Museum Piece (1939)
- Suite (1948)
- 4 Pieces (1955)
- Dance for a Holiday (1957)
- Prélude (1957)
- Summer Holiday (1961)

### Utwory organowe
- Prélude and Fugue (1919–1922)
- 4 Museum Pieces (1922)
- March (1922)
- Scherzo (1923)
- Passacaglia (1939)

### Utwory wokalne i wokalno-instrumentalne
- Perhaps to Dream na głosy żeńskie (1937)
- Simon Legree na głosy męskie i fortepian (1937)
- Dedication na chór (1938)
- Prayer for England na głosy męskie (1940)
- Prayer for the United Nations na alt i baryton, chór i fortepian lub orkiestrę (1943)
- Western Winde na chór (ok. 1946)
- Vayechulu na kantora, chór i organy (1947–1948)
- Bird’s Courting Song na tenora, chór i fortepian (ok. 1953)
- The Mysterious Cat na chór (1960)
- Mary’s Prayer na sopran i głosy żeńskie (1962)

### Dzieła sceniczne
- komedia muzyczna Oh, Oh, Tennessee (1925)
- opera Jesse James (1928, nieukończona)
- balet Greek Games (1930)
- opera kameralna White Wings (1935, wyst. Hartford 1949)
- opera szkolna The Headless Horseman (1936, wyst. Bronxville 1937)
- opera The Devil and Daniel Webster (1938, wyst. Nowy Jork 1939)
- opera dziecięca The Emperor’s New Clothes (1948, wyst. Nowy Jork 1949, zrewid. 1956)
- operetka dziecięca Puss in Boots (1949, wyst. Nowy Jork 1950)
- opera Giants in the Earth (1949, wyst. Nowy Jork 1951, zrewid. 1963)
- opera The Ballad of Baby Doe (wyst. Central City 1956)
- opera Gallantry (1957, wyst. Nowy Jork 1958)
- opera The Wings of the Dove (wyst. Nowy Jork 1961)
- opera The Greenfield Christmas Tree (wyst. Baltimore 1962)
- opera Carrie Nation (wyst. Lawrence 1966)

### Muzyka filmowa
- Power in the Land (1940)
- Youth Gets a Break (1941)
- Bip Goes to Town (1941)